# تقليص (قبالة)
التقليص في القبالة (بالعبرية: צמצום، صمصوم) هو مصطلح استعمل في القبالة اللوريانية لشرح عقيدة لوريا التي تقول أن الله بداء بالخلق بتقليص نوره اللانهائي (بالعبرية: أوهر عين سوف) لإفساح المجال بخلق مساحة فضائية افتراضية لوجود عوالم محدودة ومستقلة.

فهذا التقليص سمح بإيجاد مساحة فضائية لوجود العوالم المادية والروحية، وبنهاية المضاف، لوحود حرية الإرادة. في أدبيات الحاخامية، يسمى الله بالـ«همقوم» (بالعبرية: המקום، المكان، كلي الوجود) ويختصر بالتعبير «هو مكان العالم، ولكن العالم ليس بمكانه». يشرح التفسير القبالي هذه الأمر باستعمال التناقضية وجوده وغيابه بنفس الوقت في الفضاء والعدم معا. وهذه دلالة على أن التقليص أوجد عالم مادي وروحي هو لدرجة ما يخفي روحانية قوة الحياة المادية اللانهائية للخلق. 
قبل الخليقة، كان هناك نور لانهائي (بالعبرية أور عين سوف) تملأ الوجود. وعندما ارتفعت بمشيئة الله لخلق العوالم وانعاث المنبعثات، قلص نفسه إلى نقطة في المركز العميق لنوره. وحدد النور بتوسيعه بعيدا عن المركز ليصبح هناك فراغا بعيدا عن المركز... بعد التقليص، استخرج من النور اللانهائي، خط نور مستقيم من نوره الذي يلف الفراغ من فوق ومن تحت في الفراغ... بسلسلة نزلت إلى إلى الفراغ... وفي مساحة ذلك الفراغ، انبعث وخلق وشكل وصنع كل العوالم.

## التطبيقات في علم النفس
يؤمن البروفسور موردخاي روتنبيرغ أن لعالم التقليص القبالي تطبيقات في علم النفس المخبرية. فتقليص الله نفسه لإيجاد العوالم هو نموذج لسلوكيات البشر وتعاملاتهم.

## في الأدب الشعبي
التقليص هو موضوع رواية أريه ليف ستولمان بعنوان «الفرات البعيد» والتي نشرها عام 1997.
«تسيم تسوم» هو عنون مجموعة من القصص القصيرة من كتابة صابرينا أوراه مارك والتي نشرت عام 1999.

## للإستزادة
- نظرية الارتداد العظيم
- فلسفة الأحادية

## روابط خارجية
- التقليص: شرح مبسط، موقع chabad.org
- شار هايشود - البوابة of Unity, [./https://en.wikipedia.org/wiki/Dovber_Schneuri Dovber Schneuri] — شرح مسفيض لفكرة التقليص اليهودي.
- فياداتا - لمعرفة الله، شولوم دوفبر شينيرهوسن، مقالة حاسيدية عن التقلص القبالي.
- «القبالة المبسطة». موقع inner.org